# Röthenbach an der Pegnitz

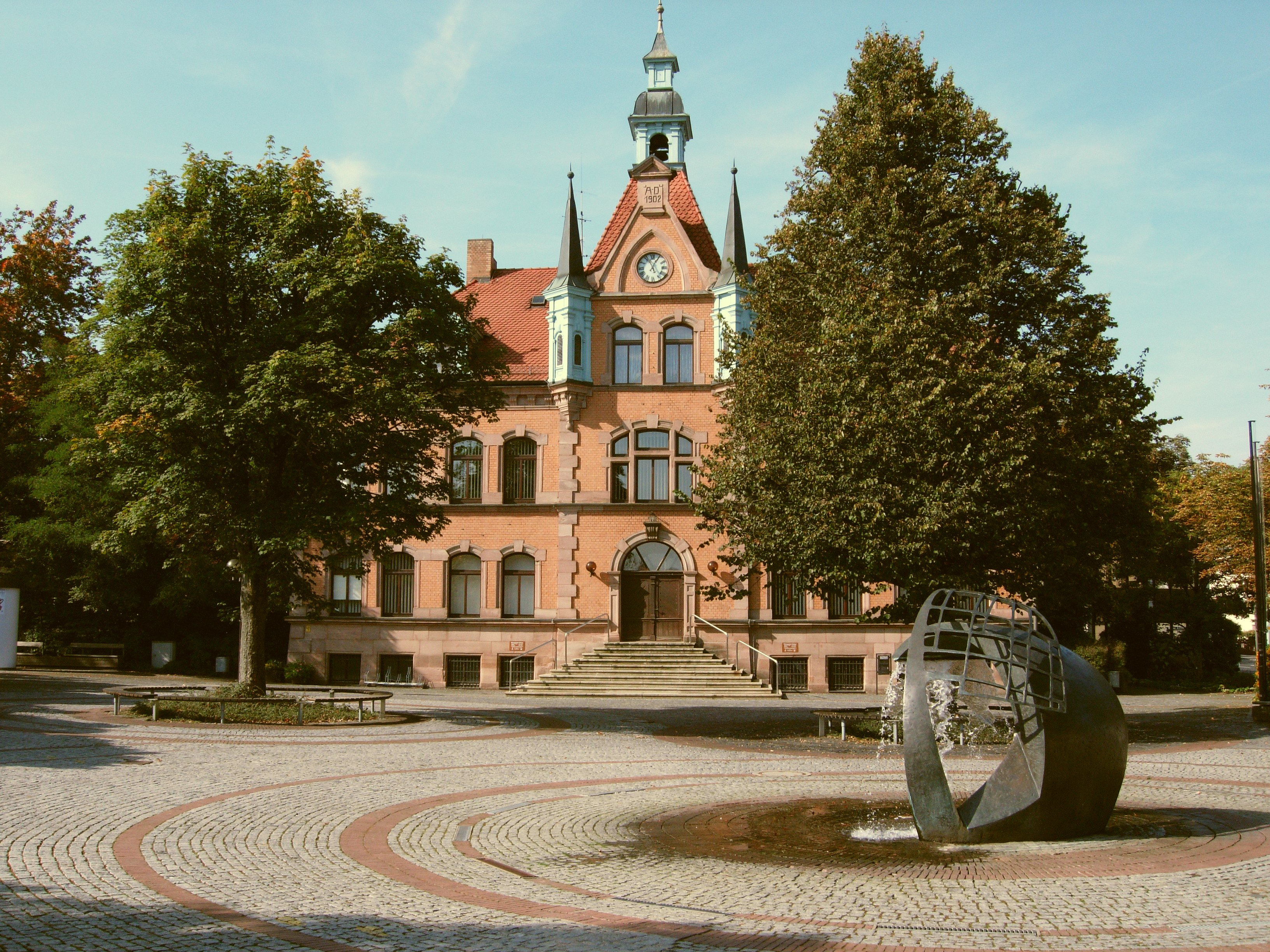
Röthenbach an der Pegnitz
(Primăria)

Röthenbach an der Pegnitz este un oraș din Franconia Mijlocie, landul Bavaria, Germania.